# Nati nel 1782
| Questa pagina contiene informazioni ricavate automaticamente dalle voci biografiche con l'ausilio del template Bio e di un bot. L'aggiornamento è periodico e automatico e ricostruisce completamente la pagina. Se manca una persona in questa lista, sei pregato di non aggiungerla, ma accertati piuttosto che la sua voce biografica contenga il template Bio e che i dati anagrafici siano correttamente compilati. Se il template Bio manca, inseriscilo tu stesso o, in alternativa, metti l'avviso {{tmp\|Bio}} che ne segnala la mancanza. Se i dati riportati sono sbagliati, correggi direttamente la voce biografica; le modifiche saranno visibili in questa lista entro pochi giorni. Per chiarimenti vedi il progetto biografie. La lista contiene solo le 183 persone che sono citate nell'enciclopedia e per le quali è stato implementato correttamente il template Bio. Pagina aggiornata al 10 giu 2025. |

## Gennaio(17)
- 3 gennaio - El Pipila, rivoluzionario messicano († 1863)
- 3 gennaio - Philipp Franz von Walther, chirurgo e oculista tedesco († 1849)
- 5 gennaio - Robert Morrison, missionario, sinologo e lessicografo britannico († 1834)
- 8 gennaio - Tommaso Riario Sforza, cardinale italiano († 1857)
- 14 gennaio - Carl Ferdinand Langhans, architetto tedesco († 1869)
- 16 gennaio - Gaetano Scovazzo, politico italiano († 1868)
- 18 gennaio - Ferdinando Minucci, arcivescovo cattolico italiano († 1856)
- 18 gennaio - Daniel Webster, politico statunitense († 1852)
- 20 gennaio - Giovanni d'Asburgo-Lorena, nobile e politico austriaco († 1859)
- 20 gennaio - William Nott, ufficiale britannico († 1845)
- 20 gennaio - Jean-Jacques de Sellon, scrittore, filantropo e collezionista d'arte svizzero († 1839)
- 23 gennaio - Geōrgios Karaiskakīs, patriota greco († 1827)
- 24 gennaio - Francesco Maria Barzellotti, vescovo cattolico italiano († 1861)
- 26 gennaio - William George Keith Elphinstone, generale britannico († 1842)
- 27 gennaio - Ciro Pollini, medico e naturalista italiano († 1833)
- 29 gennaio - Daniel Auber, compositore francese († 1871)
- 29 gennaio - Franciszek Ścigalski, compositore e violinista polacco († 1846)

## Febbraio(12)
- 2 febbraio - Henri de Rigny, ammiraglio francese († 1835)
- 4 febbraio - Francesco Luigi Giuseppe di Borbone-Busset, generale e politico francese († 1856)
- 6 febbraio - Giuseppe Maria Talucchi, architetto italiano († 1863)
- 8 febbraio - Malla Silfverstolpe, scrittrice svedese († 1861)
- 15 febbraio - Nicola Belletti, vescovo cattolico italiano († 1864)
- 15 febbraio - William Miller, teologo e filosofo statunitense († 1849)
- 19 febbraio - Maria Crocifissa delle Piaghe di Gesù, religiosa italiana († 1826)
- 19 febbraio - Paolina di Sagan, principessa tedesca († 1845)
- 20 febbraio - Friedrich Ernst Ludwig von Fischer, botanico russo († 1854)
- 22 febbraio - Johann Friedrich Ludwig Hausmann, mineralogista tedesco († 1859)
- 26 febbraio - Louise de Guéhéneuc, nobildonna francese († 1856)
- 27 febbraio - Jeanne Haze, religiosa belga († 1876)

## Marzo(12)
- 7 marzo - Angelo Mai, cardinale, teologo e filologo classico italiano († 1854)
- 11 marzo - Natale Abbadia, compositore italiano († 1861)
- 12 marzo - Maria Cira Destro, religiosa e mistica italiana († 1818)
- 14 marzo - Thomas Hart Benton, politico statunitense († 1858)
- 17 marzo - Juan José Bonel y Orbe, cardinale e arcivescovo cattolico spagnolo († 1857)
- 18 marzo - John C. Calhoun, politico statunitense († 1850)
- 19 marzo - Wilhelm von Biela, ufficiale e astronomo austriaco († 1856)
- 20 marzo - Manuel Joaquín Tarancón y Morón, cardinale e arcivescovo cattolico spagnolo († 1862)
- 24 marzo - Aglaé Auguié, nobildonna francese († 1854)
- 24 marzo - Orest Adamovič Kiprenskij, pittore russo († 1836)
- 25 marzo - Carolina Bonaparte, principessa francese († 1839)
- 31 marzo - Louis-Hippolyte Lebas, architetto francese († 1867)

## Aprile(13)
- 3 aprile - William Lyttelton, III barone Lyttelton, nobile e politico inglese († 1837)
- 4 aprile - Carlo Finelli, scultore italiano († 1853)
- 4 aprile - Vincenzo Flauti, matematico italiano († 1863)
- 7 aprile - Francis Legatt Chantrey, scultore inglese († 1841)
- 7 aprile - Marie-Anne Libert, botanica e micologa belga († 1865)
- 10 aprile - Francesco Nenci, pittore italiano († 1850)
- 14 aprile - Carlo Coccia, compositore italiano († 1873)
- 17 aprile - Stanislao Vincenzo Tomba, arcivescovo cattolico italiano († 1847)
- 18 aprile - Georg August Goldfuss, paleontologo e zoologo tedesco († 1848)
- 21 aprile - Friedrich Fröbel, pedagogista e filosofo tedesco († 1852)
- 25 aprile - Adriano Balbi, geografo e statistico italiano († 1848)
- 26 aprile - Maria Amalia di Borbone-Due Sicilie, principessa († 1866)
- 30 aprile - Leone Ciampa, arcivescovo cattolico italiano († 1854)

## Maggio(10)
- 4 maggio - Friedrich Philipp Ritterich, oculista tedesco († 1866)
- 8 maggio - Michele Medici, anatomista e fisiologo italiano († 1859)
- 13 maggio - Ferdinand de Bertier de Sauvigny, politico e nobile francese († 1864)
- 17 maggio - Christoph Bernoulli, economista e naturalista svizzero († 1863)
- 17 maggio - Grigorij Ivanovič Gagarin, nobile, diplomatico e poeta russo († 1837)
- 18 maggio - Adolf von Lützow, ufficiale prussiano († 1834)
- 19 maggio - Ivan Fëdorovič Paskevič, generale russo († 1856)
- 29 maggio - James Murray, I barone Glenlyon, politico e ufficiale scozzese († 1837)
- 30 maggio - John Spencer, III conte Spencer, nobile e politico britannico († 1845)
- 30 maggio - Michail Semënovič Voroncov, generale russo († 1856)

## Giugno(11)
- 1º giugno - Konstantin Markovič Poltorackij, generale russo († 1858)
- 3 giugno - Charles Waterton, naturalista e esploratore britannico († 1865)
- 4 giugno - Christian Martin Joachim Frähn, numismatico, orientalista e storico tedesco († 1851)
- 8 giugno - Pasquale Borrelli, giurista e filosofo italiano († 1849)
- 14 giugno - Anton Aloys Wolf, vescovo cattolico sloveno († 1859)
- 19 giugno - Félicité de La Mennais, presbitero, teologo e filosofo francese († 1854)
- 21 giugno - Maria Augusta di Sassonia, principessa sassone († 1863)
- 24 giugno - Juan Larrea, imprenditore e politico argentino († 1847)
- 25 giugno - Vitale Rosi, pedagogista e insegnante italiano († 1851)
- 25 giugno - Georg Joseph Sidler, politico svizzero († 1861)
- 29 giugno - Hans Christian Lyngbye, botanico danese († 1837)

## Luglio(13)
- 2 luglio - Cesare Arici, poeta italiano († 1836)
- 3 luglio - Pierre Berthier, mineralogista e geologo francese († 1861)
- 5 luglio - Rosa Morandi, soprano italiano († 1824)
- 6 luglio - Maria Luisa di Borbone-Spagna, spagnola († 1824)
- 9 luglio - Tomaso Catullo, naturalista, geologo e zoologo italiano († 1869)
- 9 luglio - Lancelot-Théodore Turpin de Crissé, scrittore e pittore francese († 1859)
- 11 luglio - Pietro Naselli, arcivescovo cattolico italiano († 1862)
- 12 luglio - Étienne Marc Quatremère, orientalista e arabista francese († 1857)
- 14 luglio - Massimiliano Giuseppe d'Austria-Este, generale austriaco († 1863)
- 24 luglio - John Fox Burgoyne, generale britannico († 1871)
- 24 luglio - Marco Antonio Trefogli, pittore e stuccatore svizzero († 1854)
- 26 luglio - John Field, compositore e pianista irlandese († 1837)
- 27 luglio - Basilio Puoti, grammatico, lessicografo e critico letterario italiano († 1847)

## Agosto(13)
- 1º agosto - Eugène de Mazenod, vescovo cattolico francese († 1861)
- 2 agosto - Joannes van Hooydonk, vescovo cattolico olandese († 1868)
- 7 agosto - Pietro Fontana, scultore italiano († 1857)
- 10 agosto - Vicente Guerrero, politico, generale e patriota messicano († 1831)
- 10 agosto - Charles James Napier, generale britannico († 1853)
- 15 agosto - Faustin Soulouque, politico haitiano († 1867)
- 16 agosto - Giacomo Guglielmi, tenore, violinista e docente italiano († 1840)
- 17 agosto - Pierre-Luc-Charles Ciceri, scenografo francese († 1868)
- 18 agosto - Marcellin Marbot, generale francese († 1854)
- 20 agosto - Juliana d'Oyengauzen, nobildonna portoghese († 1864)
- 24 agosto - Michele Placucci, storico e scrittore italiano († 1840)
- 28 agosto - Antoine Maurice Apollinaire d'Argout, politico francese († 1858)
- 30 agosto - Cristiano del Palatinato-Zweibrücken, nobile e militare tedesco († 1859)

## Settembre(19)
- 3 settembre - Camillo Milana, vescovo cattolico italiano († 1858)
- 3 settembre - Christian Ludwig Nitzsch, zoologo tedesco († 1837)
- 7 settembre - Antal Rudolf Apponyi, diplomatico ungherese († 1852)
- 7 settembre - Maria Elisabetta Guglielmina di Baden, duchessa († 1808)
- 7 settembre - Susan Edmonstone Ferrier, romanziera scozzese († 1854)
- 11 settembre - Giovanni Brighenti, pittore italiano († 1861)
- 14 settembre - Christian Magnus Falsen, giurista e storico norvegese († 1830)
- 14 settembre - Justyna Krzyżanowska, polacca († 1861)
- 16 settembre - Daoguang, imperatore cinese († 1850)
- 18 settembre - José Tomás Boves, generale spagnolo († 1814)
- 19 settembre - Karl von Fischer, architetto tedesco († 1820)
- 19 settembre - Paolo Gazelli di Rossana, nobile e politico italiano († 1844)
- 19 settembre - Robert Sale, ufficiale britannico († 1845)
- 23 settembre - Jacques Féréol Mazas, violinista francese († 1849)
- 23 settembre - Maximilian zu Wied-Neuwied, naturalista e etnologo tedesco († 1867)
- 24 settembre - William Symonds, ingegnere inglese († 1856)
- 25 settembre - Charles Robert Maturin, scrittore e drammaturgo irlandese († 1824)
- 29 settembre - Windham Quin, II conte di Dunraven e Mount-Earl, nobile irlandese († 1850)
- 30 settembre - Agostino Fantastici, architetto e scenografo italiano († 1845)

## Ottobre(8)
- 9 ottobre - Lewis Cass, politico statunitense († 1866)
- 11 ottobre - Georg Andreas von Rosen, generale russo († 1841)
- 12 ottobre - Henry Dodge, politico e militare statunitense († 1867)
- 25 ottobre - Levi Lincoln junior, politico statunitense († 1868)
- 26 ottobre - Tancredi Falletti di Barolo, nobile italiano († 1838)
- 27 ottobre - Niccolò Paganini, violinista, violista e chitarrista italiano († 1840)
- 29 ottobre - Giovanni Battista Niccolini, drammaturgo italiano († 1861)
- 30 ottobre - Lorenzo Maria di San Francesco Saverio, presbitero italiano († 1856)

## Novembre(12)
- 1º novembre - Frederick John Robinson, politico britannico († 1859)
- 2 novembre - Eustoquio Díaz Vélez, militare argentino († 1856)
- 7 novembre - John Pye, incisore inglese († 1874)
- 13 novembre - Joseph Kornhäusel, architetto austriaco († 1860)
- 13 novembre - Esaias Tegnér, poeta e vescovo luterano svedese († 1846)
- 14 novembre - John Branch, politico statunitense († 1863)
- 16 novembre - Gilbert Elliot-Murray-Kynynmound, II conte di Minto, nobile e politico britannico († 1859)
- 17 novembre - Conrad Graf, inventore austriaco († 1851)
- 21 novembre - Antonio Beffa Negrini, militare italiano († 1839)
- 22 novembre - Sof'ja Petrovna Sojmonova, nobildonna russa († 1857)
- 30 novembre - Cesare Pompeo Castelbarco, nobile, politico e compositore italiano († 1860)
- 30 novembre - Giuseppe Moretti, botanico italiano († 1853)

## Dicembre(18)
- 3 dicembre - Giuseppe Grasser, vescovo cattolico italiano († 1839)
- 3 dicembre - Henry William Pickersgill, pittore inglese († 1875)
- 5 dicembre - Martin Van Buren, politico statunitense († 1862)
- 7 dicembre - Nicolaus Michael Oppel, naturalista tedesco († 1820)
- 8 dicembre - Pavel Alekseevič Golicyn, ufficiale russo († 1848)
- 10 dicembre - Charles Nicolas Fabvier, ambasciatore e generale francese († 1855)
- 12 dicembre - Johann Anton Weinmann, botanico tedesco († 1858)
- 16 dicembre - Louis-Barthélémy Pradher, pianista, compositore e docente francese († 1843)
- 19 dicembre - Julius Vincenz von Krombholz, medico e micologo ceco († 1843)
- 21 dicembre - Benoit Tranquille Berbiguier, flautista e compositore francese († 1835)
- 21 dicembre - Christian Gottlob Kayser, editore tedesco († 1857)
- 22 dicembre - Benedetto Denti, vescovo cattolico italiano († 1853)
- 24 dicembre - Therese Brunetti, attrice teatrale e ballerina austriaca († 1864)
- 24 dicembre - Charles-Hubert Millevoye, poeta francese († 1816)
- 26 dicembre - Filarete, religioso russo († 1867)
- 27 dicembre - Bartolomeo Malacarne, architetto e urbanista italiano († 1842)
- 28 dicembre - Cajetan von Textor, chirurgo tedesco († 1860)
- 30 dicembre - Johann Benckiser, chimico tedesco († 1851)

## Senza giorno specificato(25)
- Nicolas-Philibert Adelon, medico francese († 1862)
- William Allan, pittore scozzese († 1850)
- Antimo VI di Costantinopoli, arcivescovo ortodosso greco († 1878)
- Steen Steensen Blicher, scrittore danese († 1848)
- Pedro Campbell, militare e marinaio irlandese († 1832)
- Charlotte Dacre, scrittrice inglese († 1841)
- Antoine Dupré, poeta e drammaturgo haitiano († 1816)
- Luigi Garibbo, pittore italiano († 1869)
- Evgenij Aleksandrovič Golovin, generale russo († 1858)
- Alessandro Guerra, circense italiano († 1862)
- Pengiran Muda Hashim, nobile malese († 1846)
- Franz Katz, disegnatore, collezionista d'arte e miniaturista tedesco († 1851)
- Geōrgios Kountouriōtīs, politico greco († 1858)
- Vincenzo Luca, brigante italiano († 1810)
- Valerian Grigor'evič Madatov, generale russo († 1829)
- Paolo Mancuso, brigante italiano († 1811)
- Carlo Pallio di Rinco, militare italiano († 1842)
- Pomare II, re († 1821)
- Gaetano Santangelo, burattinaio italiano († 1832)
- José da Silva Carvalho, politico portoghese († 1856)
- John Simpson, pittore britannico († 1847)
- Tun Ali di Pahang, sovrano malese († 1857)
- Palden Tenpai Nyima, monaco buddhista tibetano († 1853)
- Benjamin Thorpe, filologo inglese († 1870)
- Iakovos Tombazis, ammiraglio greco († 1829)